# Giải bóng đá hạng nhì quốc gia Cộng hòa Síp 1983–84
Giải bóng đá hạng nhì quốc gia Cộng hòa Síp 1983–84 là mùa giải thứ 29 của bóng đá hạng nhì Cộng hòa Síp. Olympiakos Nicosia giành danh hiệu đầu tiên.

## Thể thức thi đấu
Có 14 đội tham gia Giải bóng đá hạng nhì quốc gia Cộng hòa Síp 1983–84. Tất cả các đội đều thi đấu 2 trận, một trân sân nhà và một trận sân khách. Đội nhiều điểm nhất sẽ lên ngôi vô địch. Hai đội đầu bảng xuống hạng Giải bóng đá hạng nhất quốc gia Cộng hòa Síp 1984–85. Hai đội cuối bảng xuống hạng Giải bóng đá hạng ba quốc gia Cộng hòa Síp 1984–85.

### Hệ thống điểm
Các đội bóng nhận được 2 điểm cho một trận thắng, 1 điểm cho một trận hòa và 0 điểm cho một trận thua.

## Thay đổi so với mùa giải trước
Các đội thăng hạng Giải bóng đá hạng nhất quốc gia Cộng hòa Síp 1983–84
- Ermis Aradippou FC
- Ethnikos Achna FC

Các đội xuống hạng từ Giải bóng đá hạng nhất quốc gia Cộng hòa Síp 1982–83
- Olympiakos Nicosia
- APOP Paphos FC

Các đội thăng hạng từ Giải bóng đá hạng ba quốc gia Cộng hòa Síp 1982–83
- ENTHOI Lakatamia FC
- Doxa Katokopias FC

Các đội xuống hạng Giải bóng đá hạng ba quốc gia Cộng hòa Síp 1983–84
- Adonis Idaliou
- Othellos Athienou FC

## Bảng xếp hạng
| Vị thứ | Đội                       | St. | T. | H. | B. | BT. | BB. | BT. | Đ. | Ghi chú                                                                  |
| ------ | ------------------------- | --- | -- | -- | -- | --- | --- | --- | -- | ------------------------------------------------------------------------ |
| 1      | Olympiakos Nicosia        | 26  |    |    |    | 65  | 23  | +42 | 40 | Vô địch-thăng hạng Giải bóng đá hạng nhất quốc gia Cộng hòa Síp 1984–85. |
| 2      | Evagoras Paphos           | 26  |    |    |    | 51  | 17  | +34 | 39 | Thăng hạng Giải bóng đá hạng nhất quốc gia Cộng hòa Síp 1984–85.         |
| 3      | Keravnos Strovolou FC     | 26  |    |    |    | 47  | 19  | +28 | 36 |                                                                          |
| 4      | APOP Paphos FC            | 26  |    |    |    | 40  | 13  | +27 | 36 |                                                                          |
| 5      | Apollon Lympion           | 26  |    |    |    | 33  | 29  | +4  | 29 |                                                                          |
| 6      | Anagennisi Deryneia FC    | 26  |    |    |    | 36  | 35  | +1  | 28 |                                                                          |
| 7      | Orfeas Nicosia            | 26  |    |    |    | 38  | 30  | +8  | 27 |                                                                          |
| 8      | Doxa Katokopias FC        | 26  |    |    |    | 28  | 35  | -7  | 23 |                                                                          |
| 9      | PAEEK FC                  | 26  |    |    |    | 22  | 35  | -13 | 23 |                                                                          |
| 10     | ENTHOI Lakatamia FC       | 26  |    |    |    | 30  | 40  | -10 | 22 |                                                                          |
| 11     | Digenis Akritas Ipsona    | 26  |    |    |    | 29  | 47  | -18 | 21 |                                                                          |
| 12     | Chalkanoras Idaliou       | 26  |    |    |    | 28  | 39  | -11 | 18 |                                                                          |
| 13     | AEM Morphou               | 26  |    |    |    | 19  | 48  | -29 | 14 | Xuống hạng Giải bóng đá hạng ba quốc gia Cộng hòa Síp 1984–85.           |
| 14     | Kentro Neotitas Maroniton | 26  |    |    |    | 22  | 81  | -59 | 6  | Xuống hạng Giải bóng đá hạng ba quốc gia Cộng hòa Síp 1984–85.           |

Hệ thống điểm: Thắng=2 điểm, Hòa=1 điểm, Thua=0 điểm
Quy tắc xếp hạng: 1) Điểm, 2) Hiệu số, 3) Bàn thắng